# Venera 11
Venera 11 (en russe : Венера-11) est une sonde spatiale soviétique lancée le 9 septembre 1978 dont la mission était d'étudier l'atmosphère et la surface de la planète Vénus dans le cadre du programme Venera. Elle se composait d'un vaisseau porteur chargé de recueillir des données lors du survol de la planète et d'un atterrisseur. L'atterrisseur est parvenu sur le sol vénusien mais n'a obtenu que des résultats partiels à la suite de la panne de deux de ses instruments. Deux détecteurs de sursaut gamma fonctionnant conjointement avec un instrument similaire installé sur la sonde spatiale jumelle Venera 12 et le satellite Prognoz 7 ont permis de dresser un premier catalogue des sources à l'origine de ce phénomène.

## Déroulement de la mission
Venera 11 d'une masse totale de 4,94 tonnes a été lancée par une fusée Proton. L'atterrisseur a été largué par le vaisseau mère le 23 décembre deux jours avant de pénétrer dans l'atmosphère de Vénus. Après une descente d'une durée de 1 heure, l'atterrisseur s'est posé le 25 décembre vers 3 h 24 UTC sur le sol de Vénus à une vitesse comprise entre 7  et   8 m/s. Les données scientifiques ont été transmises durant environ 110 minutes. De son côté, le vaisseau mère a survolé la planète à une distance de 34 000 km en collectant des données grâce à plusieurs instruments scientifiques embarqués puis a poursuivi sur une orbite héliocentrique en effectuant des mesures dans l'espace interplanétaire.
Le dernier contact avec le vaisseau mère a été réalisé en janvier 1980.

## Les équipements scientifiques du vaisseau mère
Le vaisseau mère de Venera 11 était équipé avec plusieurs instruments scientifiques utilisé dans l'espace interplanétaire et durant le survol de Vénus. Venera 11 emportait notamment deux détecteurs de Sursaut gamma Konus, développé par les soviétiques et SIGNE 2 développé par les chercheurs français. SIGNE 2 était également installé à bord de deux autres engins spatiaux, la sonde spatiale jumelle Venera 12 et le satellite Prognoz 7 ce qui permettait de localiser les sources des sursauts gamma par triangulation. Dans le cadre de cette mission conjointe, 143 sources ont pu être ainsi détectées et situées dans le ciel avant et après le survol de Vénus permettant la constitution d'un premier catalogue recensant ces événements.
Le vaisseau mère embarquait également :
- un spectromètre fonctionnant dans l'ultraviolet extrême (30-166 nm), réalisé conjointement par le service d'aéronomie du CNRS et l'institut de physique cosmique de Moscou, destiné à la msure de la concentration de différents gaz dans l'espace interplanétaire et l'atmosphère de Vénus[4] ;
- un spectromètre à plasma ;
- un magnétomètre ;
- un télescope à protons.

## Les équipements scientifiques de l'atterrisseur
L'atterrisseur emportait une batterie d'instruments destinés à étudier l'atmosphère durant sa descente vers le sol de Vénus et la composition des roches de la surface. Les caméras embarquées n'ont pas fonctionné à la suite d'une erreur de conception qui n'a pas permis d'éjecter les obturateurs placés sur les objectifs. Le système d'analyse de la composition du sol a également été victime d'une panne. Le chromatographie en phase gazeuse a permis de détecter un ratio particulièrement élevé d'Ar36/Ar40, deux mille à trois mille fois le ratio terrestre, et la présence de monoxyde de carbone dans les couches basses de l'atmosphère. Des éclairs et des grondements de tonnerre ont également été enregistrés entre 32 et 2 km d'altitude.
Les instruments scientifiques embarqués comprenaient :
- un néphélomètre pour la détection des aérosols ;
- un spectromètre de masse MKh-6411 ;
- un chromatographe en phase gazeuse Sigma ;
- un spectromètre à fluorescence rayons X pour la détermination des élements contenus dans les aérosols ;
- un photomètre 360° IOAV ;
- un spectromètre fonctionnant dans la bande 430-1170 nm ;
- un microphone/anémomètre ;
- quatre thermomètres  et trois baromètres pour les mesures entre 50 km et la surface ;
- un accéléromètre Bizon pour l'étude de la structure atmosphèrique entre 107 km et 70 km ;
- un pénétromètre PrOP-V ;
- deux caméras couleur ;
- un instrument d'analyse du sol.